# 王暁東
王 暁東（おう ぎょうとう、ワン・シャオドン、1960年1月 - ）は、中華人民共和国の官僚・政治家。江西省信豊県出身。現職は中国人民政治協商会議全国委員会農業和農村委員会副主任。元湖北省委副書記、湖北省省長。

## 経歴
1960年1月、江西省信豊県で生まれる。
1979年9月、江西大学（現在の南昌大学）哲学学部マルクスレーニン主義基礎理論学科に入学。
1982年、中共江西省委に入り、農村政策研究室総合弁事員、副主任科員、主任課科員、副処長、弁公庁秘書、社教弁副主任・省委政策研究室党建政法処処長を歴任する。
1993年10月、貴州省に移り、貴州省委弁公庁秘書に任命される。翌年10月に副秘書長昇格。
1998年10月、歩智信の後任として、貴州省委秘書長・弁公庁主任に任命された。
2000年1月、貴陽市党委書記に転じた。貴陽市党委書記は前任の庹文升氏が1月に貴州省委秘書長へ異動した後、空席となっていた。
2007年6月、貴州省常務副省長、党組副書記に昇格。
2011年12月、党務に転じて湖北省に赴任し、湖北省党組副書記、常務副省長に就任した。
2016年9月の全国人民代表大会常務委員会で王国生省長の異動にともない省長代理に任じられ、翌年1月20日には予定通り省長に昇格している。同年7月、国務院三峡工程建設委員会副主任を兼任する。
2021年6月、中央に移り、中国人民政治協商会議全国委員会農業和農村委員会副主任（次官）に就任。